# 王运才
王运才（1959年—），河南温县人，汉族，中华人民共和国政治人物、第十二届全国人民代表大会江西地区代表。
毕业于兰州大学汉语言文学专业。加入中国共产党。2013年，担任全国人大代表。